# Clematis archboldiana
Clematis archboldiana är en ranunkelväxtart som beskrevs av Merrill och Perry. Clematis archboldiana ingår i släktet klematisar, och familjen ranunkelväxter. Inga underarter finns listade i Catalogue of Life.